# Шапочка (род грибов)
Ша́почка, или ве́рпа (лат. Verpa) — род грибов семейства Сморчковые. Грибы рода Шапочка относят к условно-съедобным.

## Описание
Плодовые тела (апотеции) крупные, до 10 см и более  высотой, по форме похожи на шляпконожечные. У верп колокольчатые шляпки со свободными (в отличие от шляпок сморчков) краями — отсюда название рода. Снаружи шляпка морщинистая, смятая, с извилистыми складками или бороздками, идущими вертикально. Ножка длинная, цилиндрическая, гладкая, опушенная или слегка чешуйчатая, иногда слабобороздчатая; беловатая, желтоватая или буроватая.

## Экология
Шапочки — микоризные грибы и сапрофиты, растут на почве. Плодоносят обычно весной, высоко требовательны к составу почвы и к деревьям, с которыми образуют микоризу.

## Виды
- Шапочка сморчковая (Verpa bohemica)
- Шапочка коническая (Verpa conica)
- Шапочка многообразная (Verpa digialiformis)